# Puigdomènec (Castellcir)

Puigdomènec, respecte del terme de Castellcir

Puigdomènec és una masia del terme municipal de Castellcir, a la comarca catalana del Moianès.
Està situada a prop del límit sud del terme, ran del de Sant Quirze Safaja, a prop i al nord-est del Solà del Boix, a la dreta del Tenes.
El mas és esmentat des del 1666.